# Seznam kulturních památek v Želivě
Tento seznam nemovitých kulturních památek v obci Želiv v okrese Pelhřimov vychází z  Ústředního seznamu kulturních památek ČR, který na základě zákona č. 20/1987 Sb., o státní památkové péči, vede Národní památkový ústav jako ústřední organizace státní památkové péče. Údaje jsou průběžně upřesňovány, přesto mohou obsahovat i řadu věcných a formálních chyb a nepřesností či být neaktuální. 
Pokud byly některé části dotčeného území vyčleněny do samostatných seznamů, měly by být odkazy na tyto dílčí seznamy uvedeny v úvodu tohoto seznamu nebo v úvodu příslušné sekce seznamu.

## Želiv
|  | Kategorie „Želiv, Kaple Kalvárie “ na Wikimedia Commons | Hledat fotografie a kategorie ve Wikimedia Commons podle rejstříkového čísla památky | Nahrát snímek k tomuto tématu do úložiště Wikimedia Commons |  |

|  |  | Hledat fotografie a kategorie ve Wikimedia Commons podle rejstříkového čísla památky | Nahrát snímek k tomuto tématu do úložiště Wikimedia Commons |  |

|  | Kategorie „Inundation bridges in Želiv “ na Wikimedia Commons | Hledat fotografie a kategorie ve Wikimedia Commons podle rejstříkového čísla památky | Nahrát snímek k tomuto tématu do úložiště Wikimedia Commons |  |

|  | Kategorie „Želiv Monastery “ na Wikimedia Commons | Hledat fotografie a kategorie ve Wikimedia Commons podle rejstříkového čísla památky | Nahrát snímek k tomuto tématu do úložiště Wikimedia Commons |  |

|  |  | Hledat fotografie a kategorie ve Wikimedia Commons podle rejstříkového čísla památky | Nahrát snímek k tomuto tématu do úložiště Wikimedia Commons |  |

|  | Kategorie „Church of Saints Peter and Paul (Želiv) “ na Wikimedia Commons | Hledat fotografie a kategorie ve Wikimedia Commons podle rejstříkového čísla památky | Nahrát snímek k tomuto tématu do úložiště Wikimedia Commons |  |

|  | Kategorie „Chapel of Saint Anthony of Padua (Želiv)‎ “ na Wikimedia Commons | Hledat fotografie a kategorie ve Wikimedia Commons podle rejstříkového čísla památky | Nahrát snímek k tomuto tématu do úložiště Wikimedia Commons |  |

|  | Kategorie „Kaple Panny Marie, Želiv “ na Wikimedia Commons | Hledat fotografie a kategorie ve Wikimedia Commons podle rejstříkového čísla památky | Nahrát snímek k tomuto tématu do úložiště Wikimedia Commons |  |

|  | Kategorie „Chapel of Saint Castulus (Želiv) “ na Wikimedia Commons | Hledat fotografie a kategorie ve Wikimedia Commons podle rejstříkového čísla památky | Nahrát snímek k tomuto tématu do úložiště Wikimedia Commons |  |

## Bolechov
|  | Kategorie „Chapel in Bolechov “ na Wikimedia Commons | Hledat fotografie a kategorie ve Wikimedia Commons podle rejstříkového čísla památky | Nahrát snímek k tomuto tématu do úložiště Wikimedia Commons |  |

|  |  | Hledat fotografie a kategorie ve Wikimedia Commons podle rejstříkového čísla památky | Nahrát snímek k tomuto tématu do úložiště Wikimedia Commons |  |

## Miletín
| Památka              | Fotografie                                                  | Rejstříkové číslo v ÚSKP                                                             | Sídelní útvar                                               | Poloha                                      | Popis a poznámky                                        |
| -------------------- | ----------------------------------------------------------- | ------------------------------------------------------------------------------------ | ----------------------------------------------------------- | ------------------------------------------- | ------------------------------------------------------- |
| Kaplička (Q37820422) | \| \| \| \| \| \|                                           | 40212/3-3121 Pam. katalog MIS                                                        | Miletín                                                     | náves 49°34′6,61″ s. š., 15°14′56,53″ v. d. | Kaplička · Zapsáno do státního seznamu před rokem 1988. |
|                      | Kategorie „Chapel in Miletín (Želiv) “ na Wikimedia Commons | Hledat fotografie a kategorie ve Wikimedia Commons podle rejstříkového čísla památky | Nahrát snímek k tomuto tématu do úložiště Wikimedia Commons |                                             |                                                         |

## Lhotice
| Památka                         | Fotografie                                                      | Rejstříkové číslo v ÚSKP                                                             | Sídelní útvar                                               | Poloha                                 | Popis a poznámky                                               |
| ------------------------------- | --------------------------------------------------------------- | ------------------------------------------------------------------------------------ | ----------------------------------------------------------- | -------------------------------------- | -------------------------------------------------------------- |
| Kostel svatého Jiří (Q27493482) | \| \| \| \| \| \|                                               | 38381/3-3118 Pam. katalog MIS                                                        | Lhotice                                                     | 49°33′34,45″ s. š., 15°14′55,76″ v. d. | Kostel sv. Jiří · Zapsáno do státního seznamu před rokem 1988. |
|                                 | Kategorie „Bell tower in Lhotice (Želiv) “ na Wikimedia Commons | Hledat fotografie a kategorie ve Wikimedia Commons podle rejstříkového čísla památky | Nahrát snímek k tomuto tématu do úložiště Wikimedia Commons |                                        |                                                                |

## Vřesník
| Památka               | Fotografie        | Rejstříkové číslo v ÚSKP                                                             | Sídelní útvar                                               | Poloha                                              | Popis a poznámky                                         |
| --------------------- | ----------------- | ------------------------------------------------------------------------------------ | ----------------------------------------------------------- | --------------------------------------------------- | -------------------------------------------------------- |
| Boží muka (Q38186123) | \| \| \| \| \| \| | 23755/3-3336 Pam. katalog MIS                                                        | Vřesník                                                     | směr Humpolec 49°32′2,83″ s. š., 15°14′59,42″ v. d. | Boží muka · Zapsáno do státního seznamu před rokem 1988. |
|                       |                   | Hledat fotografie a kategorie ve Wikimedia Commons podle rejstříkového čísla památky | Nahrát snímek k tomuto tématu do úložiště Wikimedia Commons |                                                     |                                                          |